# 17e cérémonie des Grammy Awards
La 17e cérémonie des Grammy Awards a eu lieu à New York le 1er mars 1975.

## Palmarès
| Prix                      | Artiste            | Titre                        |
| ------------------------- | ------------------ | ---------------------------- |
| Enregistrement de l'année | Olivia Newton-John | I Honestly Love You          |
| Album de l'année          | Stevie Wonder      | Fulfillingness' First Finale |
| Chanson de l'année        |                    | The Way We Were              |
| Meilleur nouvel artiste   | Marvin Hamlisch    | Marvin Hamlisch              |

### Pop
| Prix                                                 | Artiste                | Titre                        |
| ---------------------------------------------------- | ---------------------- | ---------------------------- |
| Best Pop Vocal Performance, Female                   | Olivia Newton-John     | I Honestly Love You          |
| Best Pop Vocal Performance, Male                     | Stevie Wonder          | Fulfillingness' First Finale |
| Best Pop Vocal Performance By A Duo, Group Or Chorus | Paul McCartney & Wings | Band on the Run              |
| Best Pop Instrumental Performance                    | Marvin Hamlisch        | The Entertainer              |

### R&B
| Prix                                                 | Artiste         | Titre                             |
| ---------------------------------------------------- | --------------- | --------------------------------- |
| Best R&B Vocal Performance, Female                   | Aretha Franklin | Ain't Nothing Like The Real Thing |
| Best R&B Vocal Performance, Male                     | Stevie Wonder   | Boogie On Reggae Woman            |
| Best R&B Vocal Performance By A Duo, Group Or Chorus | Rufus           | Tell Me Something Good            |
| Best R&B Instrumental Performance                    | MFSB            | The Sound Of Philadelphia         |

### Jazz
| Prix                                | Artiste                                    | Titre             |
| ----------------------------------- | ------------------------------------------ | ----------------- |
| Best Jazz Performance By A Soloist  | Charlie Parker                             | First Recordings! |
| Best Jazz Performance By A Group    | Joe Pass, Oscar Peterson et Niels Pedersen | The Trio          |
| Best Jazz Performance By A Big Band | Woody Herman                               | Thundering Herd   |

### Country
| Prix              | Artiste | Titre                    |
| ----------------- | ------- | ------------------------ |
| Best Country Song |         | A Very Special Love Song |

### Classique
| Prix                           | Artiste | Titre                                                    |
| ------------------------------ | ------- | -------------------------------------------------------- |
| Best Opera Recording           |         | Puccini: La Boheme                                       |
| Best Chamber Music Performance |         | Brahms: Trios (Complete)/Schumann: Trio No. 1 In D Minor |

### Autres
| Prix                                      | Artiste           | Titre           |
| ----------------------------------------- | ----------------- | --------------- |
| Best Instrumental Arrangement             | Pat Williams      | Threshold       |
| Best Arrangement Accompanying Vocalist(s) |                   | Down To You     |
| Best Engineered Recording - Non-Classical |                   | Band on the Run |
| Best Album Package                        |                   | Come And Gone   |
| Best Album Notes                          |                   | The Hawk Flies  |
| Best Album Notes                          | For The Last Time |                 |
| Producer Of The Year                      | Thom Bell         | Thom Bell       |